# Bartenshagen-Parkentin
Bartenshagen-Parkentin est une municipalité allemande du land de Mecklembourg-Poméranie-Occidentale et l'arrondissement de Rostock. En 2013, elle comptait 1 245 habitants.

## Géographie
La municipalité comprend les villages de Bartenshagen, Parkentin, Huetten, Neuhof et Bollbruecke.
Bartenshagen-Parkentin se situe entre Bad Doberan et la ville hanséatique de Rostock. La municipalité est divisée en deux parties: Bartenshagen se trouve sur la zone légèrement élevée de la moraine de Haegerort à environ 7 km de la mer Baltique. Parkentin se trouve à environ 3 km plus au sud. 
La municipalité est caractérisée par des terres principalement utilisées pour l'agriculture. Le sud-ouest de la municipalité est dominé par le Huetter Wohld, contenant de nombreux étangs artificiels, dont environ 180 hectares appartiennent à la municipalité. Le point le plus élevé de la commune (80 m au-dessus du niveau moyen de la mer) se trouve à la limite de Hohenfelde. Le terrain s'incline au nord-est de ce point sur Huetten (35 m) jusqu'à l'embouchure du Waidbach à 22 m. On y trouve plus grand étang de la municipalité, résultant de l'extraction de la tourbe. Le terrain remonte ensuite à Parkentin (26 m) puis descend vers le nord.
Le point le plus bas (6 m) se trouve sur la limite de la municipalité d'Admannshagen-Bargeshagen. Le Rotbach traverse également la municipalité à cet endroit.
Dans le sud de la municipalité se trouve l'ancien site d'enfouissement appartenant à la ville de Rostock, qui a été fermé en 2000 et présente une colline visible couvrant environ 26 hectares.

## Histoire
Parkentin a d'abord été mentionnée en 1177 et appartenait au monastère de Bad Doberan jusqu'à 1552. L'église a été construite en plusieurs étapes, à partir du XIIIe siècle. La partie la plus ancienne en est le chœur. Des fresques du XVe siècle ont été découvertes en 1899 et ont été restaurées. La tour avec quatre pignons est un rajout tardif tout comme la chaire à partir de 1615.
Vers 1300 le village de Rabenhorst a également appartenu pendant un temps à la paroisse. En 1333, le duc Albert II de Mecklembourg donne le contrôle de Parkentin au cloître. Après la sécularisation et la dissolution du contrôle du monastère sur la paroisse, celle-ci est rétrocédée au duché. Le premier pasteur évangélique nommé par le duc et non le monastère est Brand Meseke en 1557.
Le hameau de Huetten est mentionné en 1268 dans le Huetter Wohld, un grand bois de hêtre. Les moines de Bad Doberan y ont trouvé les conditions idéales pour établir des étangs pour la pisciculture et ont créé une série de nombreux réservoirs, qui sont encore utilisés aujourd'hui. En raison de la disponibilité locale de sable et de la forêt pour le combustible, une verrerie (Glashuette en allemand, menant au nom de Huetten) a été exploitée par les moines à partir de 1268.
Le hameau de Neuhof a d'abord été mentionnée en 1383 et ajouté à la paroisse de Parkentin en 1927.

## Source de la traduction
- (de) Cet article est partiellement ou en totalité issu de l’article de Wikipédia en allemand intitulé « Bartenshagen-Parkentin » (voir la liste des auteurs).